# Sobieszów

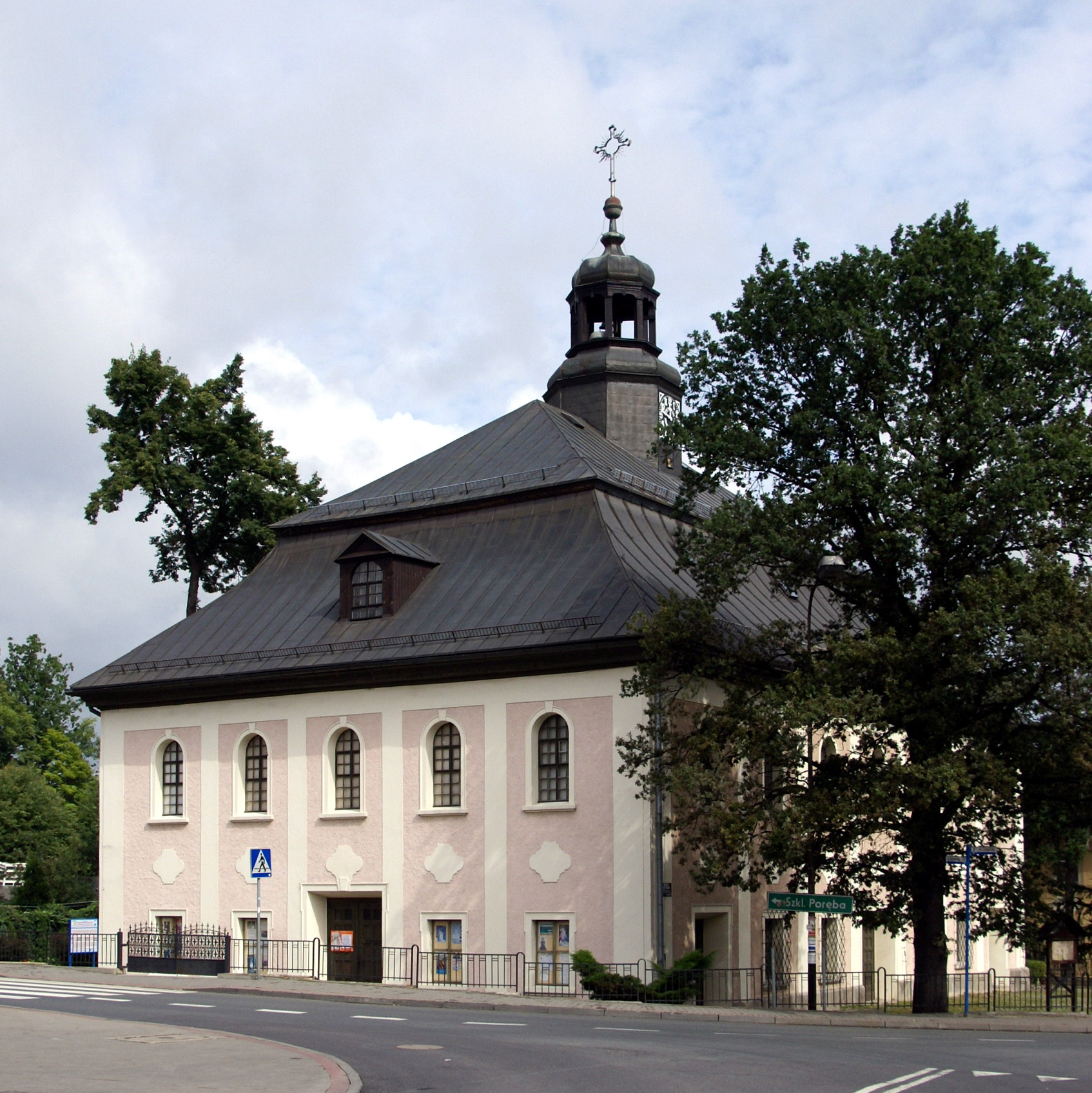
Kościół Najświętszego Serca Pana Jezusa w Sobieszowie

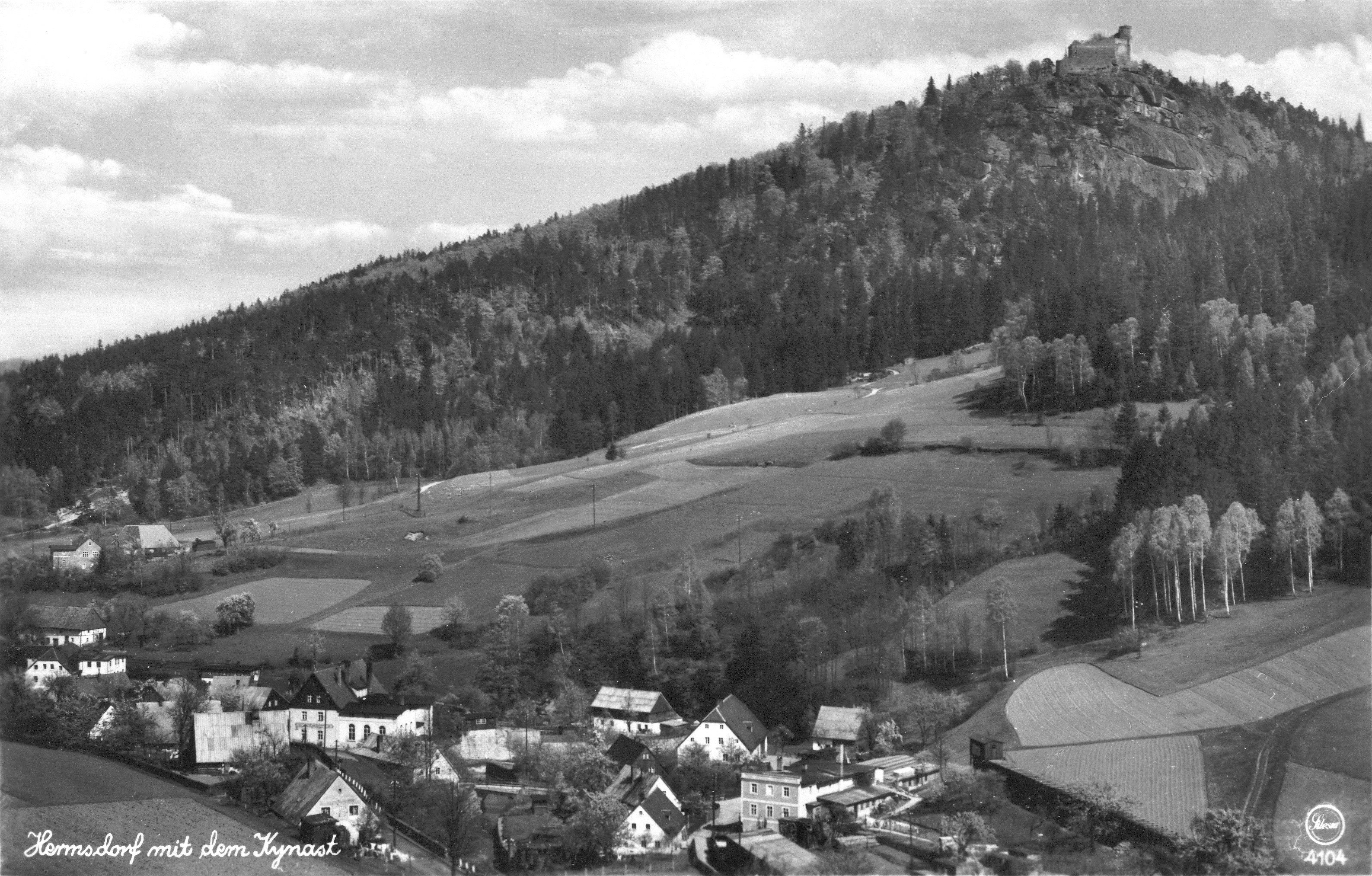
Sobieszów i zamek Chojnik, lata 30. XX w.

Sobieszów (niem. Hermsdorf am Kynast) – część miasta Jelenia Góra, w latach 1962–1976 samodzielne miasto. W latach 1945–1954 siedziba wiejskiej gminy Sobieszów.
Sobieszów położony jest wzdłuż strumienia Wrzosówka u stóp Chojnika. Od XIV w. do 1945 wieś stanowiła własność rodziny Schaffgotschów i nosiła niem. nazwę Hermsdorf unterm Kynast, w 1946 administracyjnie zatwierdzono obecną nazwę. Status miasta Sobieszów otrzymał 18 lipca 1962. Z dniem 2 lipca 1976 miasto Sobieszów zostało włączone do Jeleniej Góry, oprócz Jagniątkowa, który tego samego dnia wcielono do Piechowic (1 stycznia 1998 Jagniątków również został częścią Jeleniej Góry).
W Sobieszowie ma siedzibę dyrekcja Karkonoskiego Parku Narodowego. Lokalizacja dzielnicy stwarza dogodne warunki do rozpoczynania tutaj pieszych wędrówek po Karkonoszach.
W Sobieszowie znajduje się stacja kolejowa Jelenia Góra Sobieszów.

## Zabytki
Do wojewódzkiego rejestru zabytków wpisane są obiekty:
- układ przestrzenny miasta;
- kościół pw. św. Marcina, pierwotnie XIV-wieczny, w obecnej postaci z XVIII w.;
- dzwonnica, z XVIII w.;
- zbór ewangelicki, obecnie kościół rzymskokatolicki pw. Najświętszego Serca Pana Jezusa, z lat 1844-1845;
- zamek „Chojnik”, z XV/XVI w.;
- dom, ul. Cieplicka 53, z trzeciej ćwierci XIX w.;
- willa, ul. Cieplicka 56, z drugiej połowy XIX w.;
  - ogród;
- dom, ul. Cieplicka 160, z XVIII-XIX w.;
- willa z ogrodem, ul. Cieplicka 168, z k. XIX w.;
- dom, ul. Cieplicka 194, z drugiej połowy XIX w.;
- dom, ul. Cieplicka 215, z 1749 r.;
- pastorówka, obecnie plebania, ul. Cieplicka 219, z 1751 r.;
- dom, ul. Bronka Czecha 11, po 1920 r.;
- zespół pałacowy Schaffgotschów, ul. Karkonoska 4, z pierwszej poł. XVIII-XIX w., w tym:
  - pałac ul. Cieplicka 196;
  - oficyna;
  - budynek mieszkalno-gospodarczy;
  - obory;
  - spichlerz;
  - stodoła.

## Szlaki turystyczne
- na Rozdroże pod Grzybowcem
- na Zamek Chojnik
- na Zamek Chojnik[8]

## Literatura
- o dziejach dawnych panów osady w: A. Kuzio-Podrucki, Schaffgotschowie. Zmienne losy śląskiej arystokracji, Bytom 2007, ISBN 978-83-923733-1-5 - info o książce na stronie: Śląska szlachta i arystokracja